# Zonitoschema pallida
Zonitoschema pallida es una especie de coleóptero de la familia Meloidae.

## Distribución geográfica
Habita en Japón.